# Max Burchartz

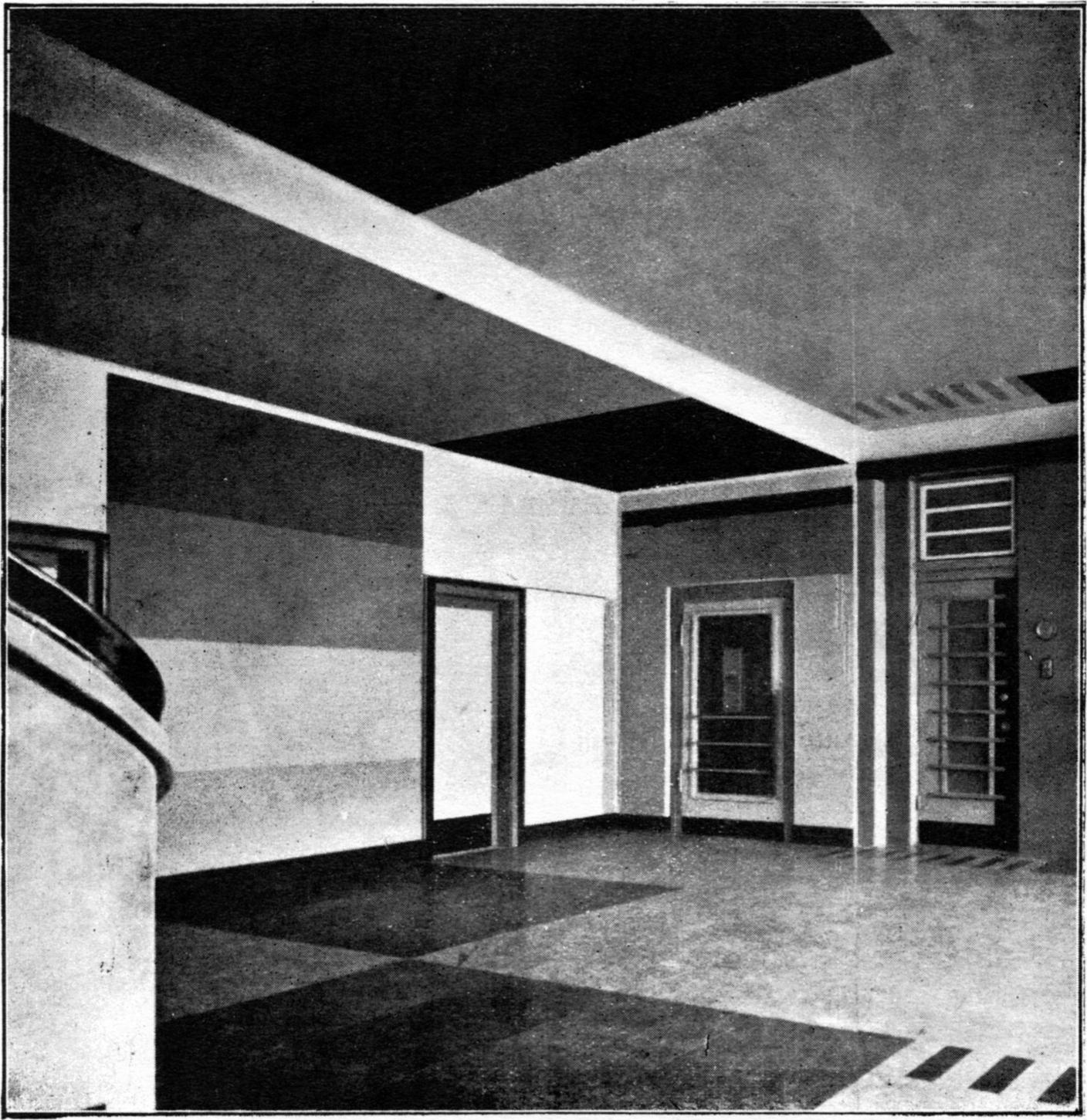
Dům Hanse-Sachse v Gelsenkirchenu, A. Fischer (architekt) a Max Burchartz (designer interiéru)

Max Hubert Innocenz Maria Burchartz (28. července 1887, Elberfeld – 31. ledna 1961, Essen, Německo) byl německý grafik, typograf a fotograf. Ve 20. letech spolupracoval s Theo van Doesburgem. V roce 1937 byl jedním z umělců, jejichž díla byla vystavena na Entartete Kunst v Mnichově.

## Život

### Rodina a vzdělání
V roce 1887 se narodil jako syn výrobce Otty Burchartze a jeho manželky Marie, dcery obchodníka v Aachenu Caspara Gianiho. Buchartz vyrostl v bohatých podmínkách. Po škole prošel různými vzdělávacími kurzy, včetně výroby tkanin svého otce, v textilní škole a ve škole užitého umění, a absolvoval komerční učňovské vzdělání. Od roku 1907 studoval na Kunstakademie Düsseldorf. Byl žákem Waltera Cordeho a Ludwiga Kellera. Během této doby začal malovat v impresionistickém stylu. Po vojenské službě v první světové válce odešel na venkov do Blankenhainu a maloval hlavně vesnické motivy a zátiší.
Od roku 1919 do roku 1926 žil a pracoval hlavně v Hannoveru, kde patřil k okruhu kolem Kurta Schwittera. Během této doby také působil ve Výmaru a Bochumu.
V roce 1922 navštěvoval Burchartz od 3. srpna do 5. srpna kurz De Stijl s Theo van Doesburgem v Bauhausu ve Výmaru. Tato zkušenost byla důsledkem přestávky v jeho předchozí práci a obratem k moderně, která se od té doby projevila v konstruktivistickém malířském stylu. Na kongresu konstruktivistů a dadaistů ve Výmaru v roce 1922 se Burchartz setkal s Hansem Arpem, Nelly a Theo van Doesburgem, Cornelisem van Eesterenem, Wernerem Graeff, Corneliem van Eesterenem, Hansem Richterem, Alexou Röhl a Karlem Peterem Röhlem, Tristanem Tzarou, El Lisickým, Lucií a Lászlóem Moholy-Nagym. Pracoval také jako překladatel pro Bauhaus. Přeložil tak spolu s autorem Theo van Doesburgem "Základní koncepty nového formativního umění" z původní holandské verze do němčiny (Bauhausbücher 6).

### Založení "Werbebau" v oblasti Porúří
V roce 1924 se Burchartz přestěhoval do Porúří a založil společně s Johannesem Canisem 1. listopadu 1924 první moderní reklamní agenturu v Německu. Věnoval se nové typografii a barevnému designu modernismu Bauhausu. Umělecký a ekonomický úspěch přišel rychle. Jedním z prvních zákazníků byl klub Bochum.
Burchartz vyvinul v této době nový styl uspořádání, který byl charakterizován volným použitím typografie, fotografie a fotografické koláže. Od roku 1926 také navrhoval nábytek, pracoval pro německý Werkbund a pracoval jako publicista. Zejména jeho práce pro společnost Wehag, Heiligenhaus, pro kterou kromě produktových řad dveřních klik a armatur 1936 a kovových písmen ve velikostech písma od 30 do 350 mm, které byly vyráběny do 70. let. Zefektivněním sortimentu a rozvojem celé firemní identity formoval rozvoj společnosti v průběhu několika desetiletí.
Dne 1. dubna 1927 získal profesuru za typografii na Folkwangschule Essen, k jejíž významu velmi přispěl. Globální ekonomická krize však znamenala, že jeho pracovní místo bylo 15. prosince 1931 zrušeno.

### Dům Hanse-Sachse v Gelsenkirchenu
V roce 1927 patřil Burchartz ke skupině kolem architekta Alfreda Fischera, který postavil dům Hanse Sachse v Gelsenkirchenu. Burchartz vyvinul barevný naváděcí systém pro chodby domu a vytvořil první příklad aplikovaného značení ve veřejné budově. Systém umožňoval návštěvníkům domu orientaci podle barevných vzorníků. Každému patru byla přiřazena jedna z barev - červená, zelená, žlutá nebo modrá. Řemeslné provedení vedl Burchartzův žák, v té době mladý Anton Stankowski.
Po válce byla tato důležitá práce přemalována a zapomenuta, ale v 90. letech byla znovuobjevena a částečně obnovena. Při renovaci domu, která byla prováděna od roku 2001 (ale neúspěšně), byla omítka v celé budově stržena, čímž byly zničeny všechny zbytky původního barevného systému.

### Třetí říše
Poté, co Hitler přišel k moci, stal se Burchartz členem NSDAP a doufal, že získá místo u Folkwangschule. Během této doby podnikl různé fotografické výlety a zhotovil tištěné materiály pro průmysl. Například v roce 1933 "Námořníci, vojáci, soudruzi" nebo v roce 1935 "Vojáci - obrázková kniha nové armády". V letech 1933 až 1939 působil také ve firmě Forkardt, pro kterou v roce 1939 navrhl "Das Buch von Spannen", ilustrativní literaturu na téma ruční sklíčidla. Kromě toho přes Wehag udržoval kontankt na firmu Donar, která vyráběla dveře, a pro které navrhoval brožury v letech 1935 až 1936. V roce 1937 byla některá jeho díla prezentována na výstavě Zvrhlé umění v Schandschau, a následně bylo 23 jeho děl v německých muzeích zabaveno.
Na začátku války se Buchartz dobrovolně přihlásil do armády. Konec války jej zastihl v Paříži.

### Nový začátek u Folkwangschule
V květnu 1949 se Burchartz zúčastnil společné výstavy Německé malířství a současné umění v Kolínském státním domě na Rheinparku. Ve stejném roce byl povolán zpět do Folkwangschule, kde měl na starost první ročník. Na základě předběžných kurzů vytvořených v Bauhausu (Itten, Klee) učil studenty univerzální smyslový přístup a myšlenku holistického designu. Objevila se jeho první umělecká teoretická práce "Gleichnis der Harmonie". V roce 1953 následovala další: "Gestaltungslehre" s mnoha příklady jeho studentů (například Dieter Reick). Během této doby vytvořil sérii koláží a rastrových obrázků, ve kterých používal nové materiály, jako jsou mřížkové filmy, plastové fólie, umakart nebo tapiserie.
Dne 31. ledna 1961 Max Burchartz zemřel v Essenu ve svých 73 letech. Rok po jeho smrti vyšla jeho kniha "Schule des Schauens".

## Přijetí
Ačkoli Burchartzova práce je považována za průkopníckou v moderním designu a může být přirovnána k takovým designérům, jako jsou Peter Behrens nebo Anton Stankowski, jeho jméno nikdy nedosáhlo stejné velikosti. Mnohé ze základních principů dnešního komunikačního designu, jako je například návrh systémů barevného kódování, jsou však založeny na jeho práci.

## Díla
- 1919: Běsi, 8 litografií pro Dostojevského román, vyd. Die Silbergäule, svazek. 43/44[5]
- Raskolnikov, 10 litografií pro Dostojevského román. Předmluva: Paul Erich Küppers. Düsseldorf (druhé portfolio Galerie Flechtheim) 1919
- Matrosen, Soldaten, Kameraden: Ein Bilderbuch von der Reichsmarine, (s Edgarem Zellerem), Hamburk 1933
- Soldaten, ein Bilderbuch vom neuen Heer, Hamburk 1935
- Gleichnis der Harmonie, Mnichov 1949
- Gestaltungslehre für Gestaltende und Alle, die den Sinn Bildenden Gestaltens zu verstehen sich bemühen, Mnichov 1953
- Schwarze, Rote und Menschen wie wir, von Kindern gemalt und erzählt, Essen 1956
- Elementarziehung zum Formerlebnis, Mnichov 1957
- 50 Jahre Folkwangschule für Gestaltung, (s Hermannem Schardtem), Essen 1961
- Schule des Schauens, Mnichov 1962

## Ocenění
- 1957 – Cena Eduard-von-der-Heydt-Preis města Wuppertal